# 复兴站 (平壤市)
复兴站（朝鲜语：／ Puhŭng yŏk */?），一譯富興站，是朝鲜平壤地铁千里馬线的车站，于1987年4月10日启用。
由于此站和荣光站擁有豪華的內飾與水晶吊燈及各種大理石，加上本站是少数向外国人开放的地铁站之一，因此外國來平壤的觀光旅行團，一般可以搭乘到榮光站至復興站的路段，不过在游览的同时有专门的导游带领和监视。

## 车站结构
此站在地下设有1面2線的岛式月台；车站大堂则设于地面，两者之间有電動扶梯连接。本车站擁有豪華的內飾與水晶吊燈及各種大理石柱。

## 车站周边
- 万寿台創作社
- 平壤火力發電廠
- 普通江饭店